# Jean Keyrouz
Jean Keyrouz (in arabo جان كيروز‎?; 1931 – 6 dicembre 2024) è stato uno sciatore alpino libanese.

## Biografia
Rappresentò il Libano ai VII Giochi olimpici invernali di Cortina d'Ampezzo 1956, classificandosi 43º nella discesa libera, 81º nello slalom gigante e non completando lo slalom speciale; si qualificò anche per gli VIII Giochi olimpici invernali di Squaw Valley 1960, ma non prese il via nella gara di slalom speciale. Ai IX Giochi olimpici invernali di Innsbruck 1964, sua ultima presenza olimpica e iridata, si piazzò 74º nella discesa libera, 76º nello slalom gigante e non si qualificò per la finale nello slalom speciale; ai XX Giochi olimpici invernali di Torino 2006 fu portabandiera del Libano durante la cerimonia di chiusura.